# Гробищен парк „Бакърена фабрика“
Гробищен парк „Бакърена фабрика“ или Бакърени гробища e гробище в София, столицата на България.
Разположено са в югоизточната част на район „Връбница“, формирайки основната част от квартала Парк „Бакърени гробища“. В сегашния си вид гробището започва да функционира от 1960 година, като към 2023 година е второто по големина гробище на града след Централните софийски гробища. Заема площ от 68 хектара с около 85 хиляди гробни места.